# Eberhard Limbrock
Eberhard Limbrock SVD (* 23. Mai 1859 in Ahlen, Westfalen; † 31. Mai 1931 in Sydney, Australien) war ein Steyler Missionar in Südshantung, China und erster Apostolischer Präfekt von Kaiser-Wilhelms-Land in Deutsch-Neuguinea.

## Leben

### Herkunft und Ausbildung
Eberhard Limbrock, Sohn aus der Ehe des Bäckermeisters Bernhard und Gertrud Limbrock geborene Seelige, erlernte nach der Volksschule in Ahlen zunächst das Schlosser- und Schmiedehandwerk. 1877 nahm ihn Pater Arnold Janssen, der Gründer des ersten deutschen katholischen Missionshauses, aus dem sich die Gesellschaft des Göttlichen Wortes - SVD (Societas Verbi Divini), entwickelte, ins Missionshaus St. Michael in Steyl bei Venlo auf. Hier absolvierte Limbrock als Werkstudent seine gymnasialen und philosophisch-theologischen Studien.

### Chinamissionar
Nach seiner Diakonatsweihe wurde Limbrock 1883 von P. Arnold Janssen in die junge katholische Steyler Südshantungmission nach China ausgesandt. Am 26. Juli 1883 verließ Limbrock Europa und kam am 19. November 1883 auf der Zentralstation der jungen, erst 1881 gegründeten Steyler Chinamission in Puoli bei Yanggu, Südshantung, an. Am 21. Februar 1896 erhielt Limbrock in Puoli die Priesterweihe. Bischof Johann Baptist von Anzer, Apostolischer Vikar von Scian-Ton Meridionale, übertrug dem Neupriester die Leitung des Priesterseminars der Steyler Shantung-Mission, eine Aufgabe, die nach ihm von Bischof J. B. Anzer an P. Josef Freinademetz übertragen wurde. 1893 musste Limbrock einen Erholungsurlaub in Deutschland antreten. Im niederländischen Steyl konnte Limbrock am 20. Oktober 1893 die ewigen Gelübde als Mitglied der Gesellschaft des Göttlichen Wortes (Steyler Missionare) ablegen.

### Apostolischer Präfekt von Wilhelmsland in Deutsch-Neuguinea
1895 schlug Arnold Janssen Limbrock dem Präfekten der Kongregation für die Verbreitung des Glaubens (Propaganda Fide), Mieczysław Kardinal Halka Ledóchowski, als ersten Apostolischen Präfekten für die am 24. Februar 1896 durch Dekret des Heiligen Stuhls errichtete Apostolische Präfektur Kaiser Wilhelmsland vor. Am 24. März 1896 erfolgte durch Papst Leo XIII. die Ernennung zum Apostolischen Präfekten von Wilhelmsland in Deutsch-Neuguinea. Am 13. August 1896 erreichte Pater Limbrock, aus China kommend, Friedrich-Wilhelms-Hafen (Madang) in Deutsch-Neuguinea. Mit ihm kamen die aus Steyl angereisten Neumissionare Franz Vormann SVD (1868–1929), Josef Erdweg (1870–1925) und die Missionsbrüder Kanisius Johannes Hautkappe (* 1874), Gottfried Matthias Laubach (1861–1936) und Eustochius Franz Tigges (1864–1906) nach Neuguinea. Limbrock erhielt von der Neuguinea-Kompagnie, die die Hoheitsrechte in Deutsch-Neuguinea ausübte, keine Erlaubnis zur Gründung einer Missionsstation im Raum um Madang. So musste er 275 Seemeilen weiter westlich, auf der der Küste vorgelagerten Dudemaineinsel Tumleo Island die erste katholische Missionsstation gründen.
Erst 1905 konnte Limbrock in Alexishafen eine neue Missionsstation gründen, die er 1909 zur Zentralstation der Steyler Heilig-Geist Mission in Deutsch-Neuguinea machte. Der Ausbau des Schulsystems, in dem er Deutsch als Schulsprache einführte, gelang Limbrock nur mit Hilfe der Steyler Missionsschwestern (SSpS), die ab 1899 besonders in der Erziehung der weiblichen Bevölkerung sowie im Gesundheitswesen Neuguineas Pionierarbeit leisteten.
In seiner Eigenschaft als Ordensoberer nahm Limbrock 1897/98 und 1909/10 an entscheidenden Generalkapiteln seines jungen Missionsordens in Steyl teil. Er regte die Übernahme der Steyler Missionsarbeit auf den Philippinen und in Indonesien an, die 1909 bzw. 1913/14 erfolgte. 1911 ernannte der Steyler Generalsuperior Nikolaus Blum (1857–1919) mit Franz Vormann SVD einen eigenen Regionaloberen für Neuguinea, eine Funktion, die bis dahin auch von Limbrock wahrgenommen worden war. 1914 reichte Limbrock seinen Rücktritt als Apostolischer Präfekt ein, der am 9. September 1914 von Papst Benedikt XV. angenommen wurde.
Limbrock konnte in seiner Amtszeit 18 katholische Missionsstationen an der Nordküste Neuguineas zwischen Madang und der Grenze zu Holländisch-Neuguinea, meist mit Missionsschulen versehen, aufbauen. Auf vier Stationen ließ er ausgedehnte Pflanzungen anlegen. Alexishafen diente nicht nur als Verwaltungszentrum der Heilig Geist-Mission, sondern übte als Schul-, Ausbildungs- und Gesundheitszentrum einen nachhaltigen Einfluss auf die Landesentwicklung in Neuguinea aus. Auf der Zentralschule, in den zahlreichen Werkstätten und in der Katechistenschule wurden die zukünftigen Mitarbeiter der Mission ausgebildet. Zur Neuguinea-Kompanie hatte Limbrock ein sehr konfliktreiches Verhältnis. Unter Gouverneur Albert Hahl wandelte sich dieses Verhältnis in eine einvernehmliche Zusammenarbeit. Hahl sah Limbrock als idealen Missionar und Mann der Tat an, der die wirtschaftliche Entwicklung und die deutsche Sprache in der deutschen Südseekolonie maßgeblich förderte.
Eine völlig neue Situation entstand, als australisches Militär im August 1914 Deutsch-Neuguinea einnahm und der Briefverkehr mit Europa stark beeinträchtigt wurde. Deshalb übte Limbrock noch ein weiteres Jahr seine Amtsgeschäfte als Präfekt aus, bevor ihn Andreas Puff 1915 als Apostolischer Administrator ablösen konnte. 1914 zählte die Heilig-Geist-Mission 4200 katholische Christen. Das Missionspersonal bestand aus 27 Priestern, 24 Brüdern und 44 Schwestern. Mitte 1930 war die Zahl der Christen auf 18600 angewachsen, während die Zahl des ausländischen Missionspersonals mit 29 Priestern, 29 Brüdern und 53 Schwestern nur leicht angewachsen war. Angewachsen war allerdings die Zahl der einheimischen Katechisten und Lehrer. 1934 wurden 347 einheimische Katechisten für die mittlerweile zwei Apostolischen Vikariate Ost-Neuguinea und Zentral-Neuguinea gezählt.

### Papstaudienz 1910
Eberhard Limbrock wurde als Apostolischer Präfekt von Wilhelmsland am 22. September 1910 von Papst Pius X. in Privataudienz empfangen. Der Papst erkundigte sich eingehend nach dem Stand der Mission, dem Fortgang der Christianisierung und den Hoffnungen, welche die Mission verspreche. Besonders nahe ging Papst Pius X., dass die Mission unter den ungünstigen klimatischen Verhältnissen so sehr zu leiden habe.

### Forschungsreise 1912
Vom 30. September 1912 bis zum 9. Oktober 1912 unternahm Limbrock zusammen mit Franz Kirschbaum SVD eine Expedition ins Hinterland von Boikin, um den Zugang von der Küste in die Sepikebene ausfindig zu machen und mit den Stämmen des Küstenhinterlandes vertraut zu werden.

### Buschmissionar und Lebensende
Ab 1919 bis 1931 war Limbrock einfacher Missionar auf der Station Boikin. Hier erlernte er die Boikinsprache und konnte dadurch verschiedene katechetische Schriften in dieser Sprache herausgeben.
Im November 1930 reiste Limbrock zum Arzt nach Rabaul, der ihm einen Hautkrebs entfernte, danach ging er nach Sydney, wo er bei den Maristenbrüdern als zweiter Hausgeistlicher wohnen konnte. Sein Plan, nach Deutschland zu reisen, kam nicht mehr zur Ausführung. Eine Erkältung zu Pfingsten, zu der noch eine Rippenfellentzündung hinzukam, überlebte er nicht. Am 31. Mai, dem Dreifaltigkeitssonntag 1931, verstarb Limbrock, zweiundsiebzigjährig in Sydney/Australien.

## Veröffentlichungen
- Mitteilungen aus u. über Neu-Guinea. in: Kleiner Herz-Jesu-Bote, 24:5 (Febr. 1897) 36–37.
- Aus dem Jahresbericht der Mission in Deutsch-Neuguinea. in: Steyler Missionsbote, 36:2 (Nov. 1908) 25–26.
- Freundliche Einladung: zur Stiftung einer schwimmenden Missionsstation in Neuguinea. in: Steyler Missionsbote, 36:7 (April 1909) 104–106.
- Vom Arbeitsfelde der Steyler Missionare in Kaiser-Wilhelms-Land. Von. P. Eberh. Limbrock, Apost. Präfekt von Ost-Kaiser-Wilhelms-Land, in: Steyler Missionsbote, 41:2 (Nov. 1913) 22–27.
- Buschreise ins Hinterland von Beukin. Vom hochw. Herrn Apostolischen Präfekten P. Eberhard Limbrock (Kaiser-Wilhelms-Land), in: Steyler Missionsbote, 40 Jg. (1912) 126–127, 142–143.
- Katechismus in Wewäk-Boikin, Techny, Ill.: Mission Press o. J.
- Biblische Geschichte in Wewäk-Boikin, Techny, Ill.: Mission Press, o. J.;
- P. E. Limbrock, A bush-journey into the hinterlands of Beukin, 1986, transl. by Paul Bernard Roscoe, Nancy Rand, 1986, 12 S.